# Sigurd (ópera)
Sigurd es una ópera en cuatro actos y nueve escenas con música de Ernest Reyer y libreto en francés de Camille du Locle y Alfred Blau, basado en el Cantar de los nibelungos y las Eddas, como el Ciclo del anillo de Wagner, con algunas diferencias cruciales de la versión wagneriana, más conocida (el papel de lo sobrenatural se ve limitado y reemplazado en gran medida por el destino; la versión inicial del libreto con un prólogo ambientado en el cielo fue posteriormente cortada). Toda la ópera puede ser descrita como un relato épico con técnicas de la grand opéra.
Inicialmente esbozada en 1862 (y virtualmente terminada en esbozo para el año 1867), la obra esperó muchos años antes de ser íntegramente representada. Los primeros intentos de representarla en la Ópera de París fracasaron, posteriormente la ópera se estrenó en el Teatro Real de la Moneda en Bruselas el 7 de enero de 1884 (dirigida por Alexandre Lapissida). 

## Personajes
| Personaje | Tesitura     | Reparto del estreno, 7 de enero de 1884 (Director: Joseph Dupont) |
| --- | ------------ | ----------------------------------------------------------------- |
| Sigurd, héroe franco | tenor        | Julien Jourdain                                                   |
| Gunther, rey de los burgundios | barítono     | Maurice Devriès                                                   |
| Hagen, guerrero, compañero de Gunther | bajo         | Léon-Pierre Gresse                                                |
| Brunehild, valquiria expulsada del Cielo | soprano      | Rose Caron                                                        |
| Hilda, hermana de Gunther | mezzosoprano | Rosa Bosman                                                       |
| Uta, aya de Hilda | mezzosoprano | Blanche Deschamps-Jéhin                                           |
| El sumo sacerdote de Odín | barítono     | Maurice Renaud                                                    |
| Rudiger | barítono     | M. Boussa                                                         |
| Irnfrid | tenor        | Jean Goffoël                                                      |
| Hawart | barítono     | Mansuède                                                          |
| Ramunc | bajo         | Stalport                                                          |
| El bardo | bajo         |                                                                   |
| Guerreros burgundios, pueblo burgundio, pueblo islandés, sacerdotes, esposas de los guerreros burgundios, doncellas de Hilda y la Reina, pajes, enviados de Atila, etc. |              |                                                                   |